# Hypnum fertile
Hypnum fertile là một loài Rêu trong họ Hypnaceae. Loài này được Sendtn. mô tả khoa học đầu tiên năm 1841.